# Доиндустриальное общество
Термин доиндустриальное общество относится к конкретным социальным характеристикам и формам политической и культурной организации, которые были распространены до наступления промышленной революции. За ним следует индустриальное общество.

## Некоторые атрибуты доиндустриального общества
- Ограничения производства (ремесленники вместо массового производства)
  - В первую очередь, сельского хозяйства
- Ограниченное разделение труда. В доиндустриальных обществах, производство было относительно простым и ряд специализированных ремесел был ограничен.
- Ограниченное изменение социальных классов
- Локализм — социальные теории, по которым считают, что коммуникация была ограничена между человеческими сообществами в доиндустриальных обществах. Люди имели возможность немного видеть или слышать за пределами своего села. В отличие от индустриального общества, которое выросло за помощью более быстрых средств связи, имея больше информации под рукой о мире, позволяя передачу знаний и культурной диффузии между ними.
- Убеждение, что доиндустриальные общества разработаны, в основном, в сельских общинах, а с развитием капитализма, в основном, — в городских районах.